# Josefine Keller
Josefine Keller (* 2. September 2003) ist eine deutsche Schauspielerin.

## Leben
Keller lebt in Berlin. Seit 2023 besucht sie die Filmuniversität Babelsberg Konrad Wolf.

## Filmografie
- 2017: Letzte Spur Berlin: Unvergessen (Fernsehreihe)
- 2017: Chaos-Queens: Die Braut sagt leider nein (Fernsehfilm)
- 2018: Tatort: Unter Kriegern (Fernsehreihe)
- 2021–23: Fritzie – Der Himmel muss warten (Fernsehserie)
- 2022: Was wir fürchten (Miniserie)
- 2022: Epiphany (Kurzfilm)
- 2023: Restaurant Les trois heures (Kurzfilm)
- 2024: Blackout bei Wellmanns (Fernsehfilm)
- 2024: Hameln – Die Rückkehr des Rattenfängers (Miniserie)
- 2025: Rosenthal